# クロミズム
クロミズム (chromism) は物質の光物性（色・蛍光など）が外部からの刺激によって可逆的に変化する現象をさす。クロミズムを示す物質のことをクロミック物質（あるいはクロミック材料、chromic material）という。
多くの場合、クロミズムは分子のπ軌道やd軌道の電子状態が変化するために引き起こされる。クロミズムを示す物質は天然にも存在しており、また目的とする色変化を示すように分子設計された人工物質も多く合成されている。
クロミズムを起こす原因としては、熱・光・電気・溶媒和・圧力などが知られている。
金属錯体などが、環境や外部刺激により可逆的に変色する場合を、クロモトロピズム (chromotropism) と呼ぶこともある。

## サーモクロミズム
サーモクロミズム (thermochromism) は温度によって引き起こされるクロミズムで、最も一般的である。この現象を利用して、「気温が上がると自動的に日光を通さなくするガラス」などが開発されている。

## フォトクロミズム
フォトクロミズム (photochromism) は光によって引き起こされるクロミズムである。多くの場合、光によって分子が異性化することによって生じる。
フォトクロミック物質は、光ディスクなどの記憶材料への応用が可能であるため、盛んに研究が行われている。アゾベンゼン・スピロピラン・ジアリールエテンが有名である。

## エレクトロクロミズム
エレクトロクロミズム (electrochromism) は電気的に引き起こされる酸化還元反応によって生じるクロミズムである。金属イオンなどのレドックス活性部位をもつ物質で見られる。
エレクトロクロミック物質は、電気的に色を変えられるので、記憶材料やディスプレイ材料などのへの応用研究が行われている。実用例は少なかったが、ボーイング787の窓で、従来のシェード（日除け）に代わって採用されたことで広く知られるようになった。

## ソルバトクロミズム

Reichardt's Dye

ソルバトクロミズム (solvatochromism) は、色素、あるいは金属錯体の溶液について、溶媒 (solvent) の種類によりその色が変わるクロミズムのことである。この現象は、溶質分子の電子軌道のエネルギー準位が、溶媒分子の極性や屈折率、水素結合などの分子間相互作用の強弱により影響を受けて安定化もしくは不安定化し、吸収される光の波長が変わることであらわれる。金属錯体のソルバトクロミズムでは、溶媒和（溶媒分子が金属に配位すること）の有無や電子のスピン状態の変化、それらにともなう配位場の変化によることも多い。
また、ソルバトクロミズムが特に顕著な色素を、ソルバトクロミック色素と呼ぶ。代表例の一つとして、1960年代に Reichardt らにより詳しく調べられた Reichardt's dye (2,6-diphenyl-4-(2,4,6-tripheynylpyidinio)phenolate) が挙げられる。ベタイン構造を持つこの分子は、以下のようなソルバトクロミズム特性を示す。この色素は、溶媒の性質を調べる目的でも用いられる。
| 溶媒                 | 色   |
| -------------------- | ---- |
| 25 %エタノール水溶液 | 橙   |
| メタノール           | 赤   |
| エタノール           | 紫   |
| アセトン             | 青   |
| ジクロロメタン       | 青緑 |
| ベンゼン             | 黄緑 |

ソルバトクロミズムを示す金属錯体としては、ニッケル錯体の一種である [Ni(acac)(tmen)]BPh4 が挙げられる（acac = アセチルアセトナート（アセチルアセトンの共役塩基）、tmen = テトラメチルエチレンジアミン）。この化合物は、アセトン中では褐色、ジクロロメタン中では赤色、メタノール中では青色を呈する（室温）。この色変化は、溶媒分子の配位による錯体の構造変化に由来する。
身近なソルバトクロミック物質としては、脱水剤などに含まれている塩化コバルト(II) がある。塩化コバルト(II) は無水状態あるいは有機溶媒中では青いが、水が存在すると赤くなるため、湿度を知る目安として広く利用されている。
これら 2種の金属錯体は、ともに有機溶媒中においてサーモクロミズム特性をも示す。

## その他
上記のほかに、圧力により色が変わるピエゾクロミズム、溶媒蒸気の作用により色が変わるベイポクロミズムなども、それらの特性を有する物質が知られている。